# Hadya, Krishnarajanagara
Hadya là một làng thuộc tehsil Krishnarajanagara, huyện Mysore, bang Karnataka, Ấn Độ.